# レイモンド・パール

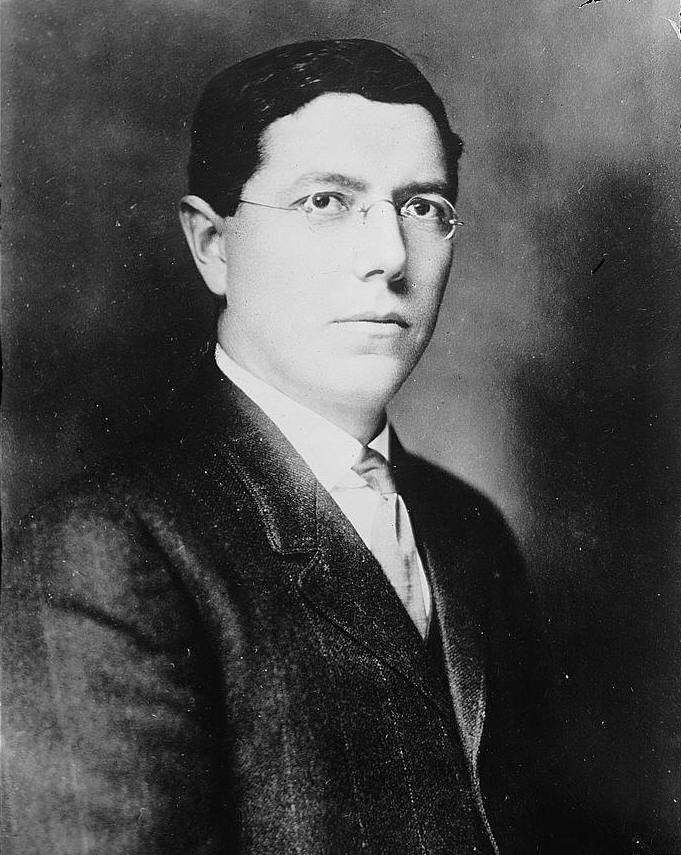
レイモンド・パール

レイモンド・パール（Raymond Pearl、1879年6月3日 - 1940年11月17日）は、アメリカ合衆国の生物学者である。生物学に統計的手法を導入し、生態学や医学の分野に貢献した。研究生活の大半をジョンズ・ホプキンス大学で送った。多くの学術論文を執筆し、一般向けの科学の普及のための書籍も出版した。

## 略歴
ニューハンプシャー州ファーミントンに生まれた。アッパー・ミドル階級の両親や祖父母によって、ギリシャ語とラテン語を学ばされるが、16歳で、ダートマス大学に入学すると、生物学に魅了され、生物学の学位（B.A.）を得た。優秀な学生であるとともに、ほぼすべての管楽器が演奏できる音楽家としても知られ、友人や同僚と音楽演奏をした。1899年に、ミシガン大学でプラナリアの行動に関する研究で博士号を取得した。生物学的調査や魚類の変異の研究を五大湖地域で行い、動物実験所で働いていた時、Maude M. De Wittに会い、1903年に結婚した。
1905年から1906年の間、ヨーロッパに渡り、ユニヴァーシティ・カレッジ・ロンドン、ライプツィヒ大学、ナポリの海洋生物学研究所で研究した。ユニヴァーシティ・カレッジ・ロンドンで数理統計学者のカール・ピアソンの元で学び、この経験がパールの研究に強い影響を与えた。
アメリカに戻ると、1906年までミシガン大学で助手として働いた後、ペンシルバニア大学で動物学の助手となり1907年に、メイン大学の農業実験所の生物学部長となり、家禽や家畜の遺伝学的研究を行った。1917年から1919年まで、アメリカ食品局の統計部長を務めた。 1918年に、ジョンズ・ホプキンズ大学に生態学と生命統計学の教授に招かれ、実験統計学の講座を開いた。
1920年に米国統計学会のフェローに選ばれ、会長にも選ばれた。
1929年に ハーバード大学のバッシー研究所（Bussey Institution）の所長で農学者、昆虫学者のウィリアム・モートン・ウィラー（William Morton Wheeler）が退職するにあたって、その後任にパールが候補となった時、ハーバード大学の数学者、ウィルソン（ Edwin Bidwell Wilson）から批判を受けることになった。ウィルソンはパールの生物学データの扱いが厳密でないと主張した。パールの人口増加の研究に対して論争が行われ、パールのガンと結核の間の関連（相関関係）の論文をめぐって論争が行われた。結果としてバッシー研究所の所長への推薦は却下された。
ロンドンで学んだ、ピアソンが優生学を創始したフランシス・ゴルトンの弟子であったこともあり、優生学を肯定的に捕らえていた。ジョーンズ・ホプキンス病院に先天医療院（Constitutional Clinic）を創立し、1925年に新設された病気の遺伝的要素と環境要因を研究する生物学研究室の所長となった。結核患者の血圧との相関を研究し、身体的データを収集した。動機が公共的な健康の改善であっても、遺伝的な疾病や人種間の差異の研究は、偏見や道徳的な視点の影響を受けた。
1927年に "Biology of Superiority" を出版し優生学を批判した、これは優生学者と見なされていた人物による最初の優生学批判とされていて、優生学と人口抑制政策の変革を主張した。人口問題科学的研究国際連合（International Union for the Scientific Study of Population Problems）を設立し、世界人口会議（World Population Conference）の諮問委員に選ばれた。「避妊の効果」を評価するパールインデックス（PI、パール指数）を定義した。
その他の研究としては、飲酒や喫煙と病気の相関や、ハエを使った飼育密度と寿命との関係の研究などがある。